# Yamanya Stadium
Das Yamanya Stadium  ist ein Fußballstadion in Mawlamyaing, der drittgrößten Stadt in Myanmar. Es wird als Heimspielstätte des Fußballvereins Southern Myanmar FC genutzt. Die Anlage hat eine Kapazität von 10.000 Personen. 